# Zwiniec rycerzyk
Zwiniec rycerzyk, spodziec rycerzyk (Lygaeus equestris) – gatunek pluskwiaka różnoskrzydłego z rodziny zwińcowatych i podrodziny Lygaeinae.

## Morfologia
Ciało dorosłych długości 8 do 12 lub 14 mm, czerwono-czarne. Czerwone są: środkowa część głowy, przedplecze i przykrywki. Brzegi głowy, tarczka, dwa poprzeczne pasy na przykrywkach i dwie plamki na przodzie przedplecza oraz jego boczne krawędzie czarne. Od Lygaeus simulans gatunek ten różni się brakiem kanciastych guzków na czułkach, bardziej nitkowatymi czułkami, nagą tarczką i mniejszym obszarem czerwonym głowy.

## Ekologia
Do roślin żywicielskich tego pluskwiaka należy ciemiężyk białokwiatowy (Vincetoxicum hirundinaria) i miłek wiosenny (Adonis vernalis).

## Podgatunki
Wyróżnia się 2 podgatunki:
- Lygaeus equestris equestris  (Linnaeus, 1758)
- Lygaeus equestris sicilianus   (Wagner, 1955)